# Dianella daenikeri
Dianella daenikeri là một loài thực vật có hoa trong họ Thích diệp thụ. Loài này được Schlittler miêu tả khoa học đầu tiên năm 1940.